# Saxon (Svizzera)
Saxon (toponimo francese) è un comune svizzero di 5 645 abitanti del Canton Vallese, nel distretto di Martigny.

## Monumenti e luoghi d'interesse

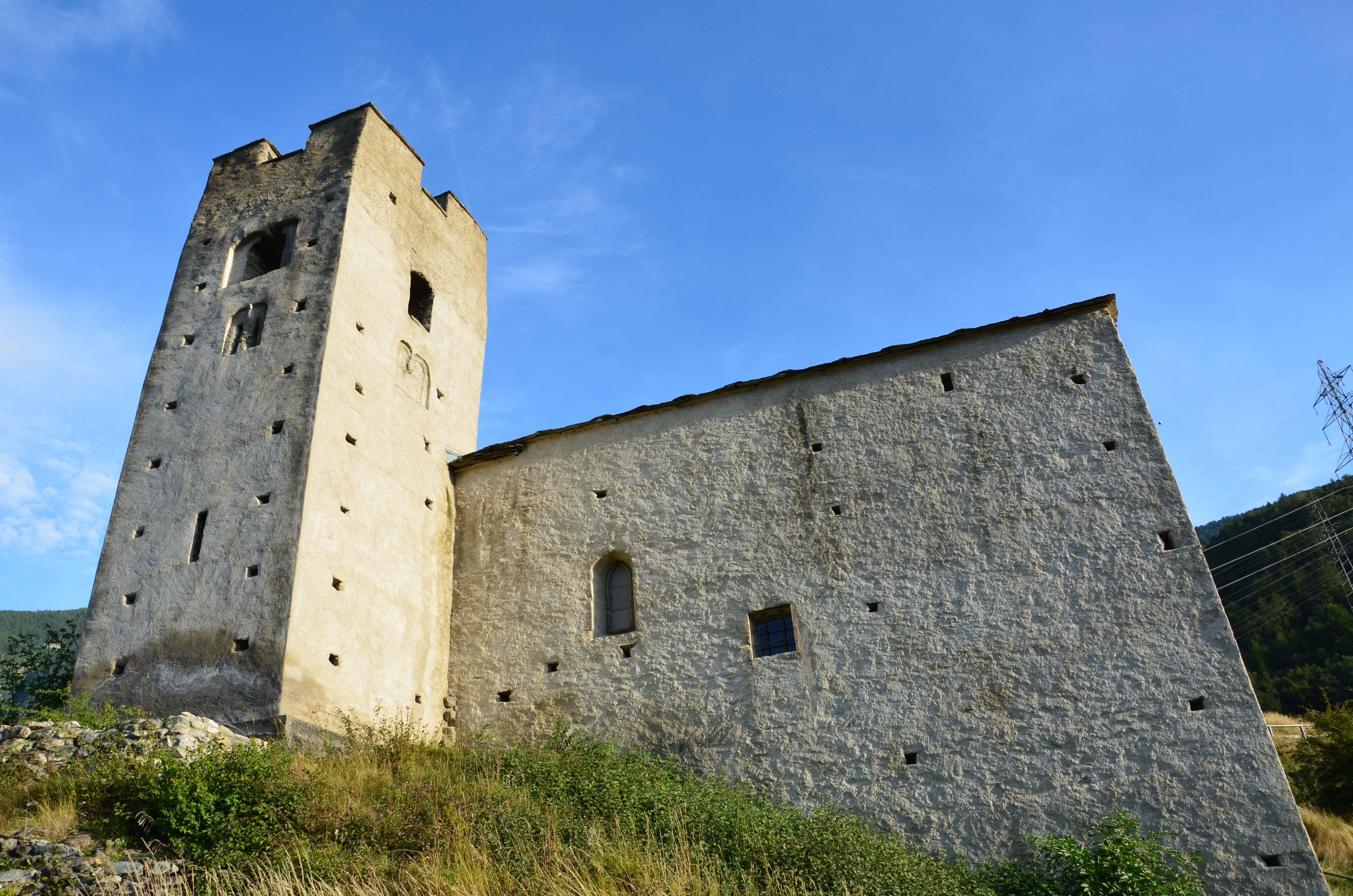
La chiesa di San Maurizio

- Chiesa parrocchiale cattolica di San Felice, eretta nel 1844[1];
- Chiesa di San Maurizio, eretta nell'XI secolo[1].

## Società

### Evoluzione demografica
L'evoluzione demografica è riportata nella seguente tabella:
Abitanti censiti

## Amministrazione
Ogni famiglia originaria del luogo fa parte del cosiddetto comune patriziale e ha la responsabilità della manutenzione di ogni bene ricadente all'interno dei confini del comune.